# Панайот Панайотов (режисьор)
Вижте пояснителната страница за други личности с името Панайот Панайотов.
Панайот Богданов Панайотов е български актьор, сценарист и режисьор.

## Биография
Роден е в село Грудово на 3 август 1951 г. Завършва през 1981 г. ВИТИЗ „Кръстьо Сарафов" със специалност кинорежисура.

## Филмография
Като режисьор
- Гръцки огън (1995)
- Сляпа събота (1988)
- Барабанчикът и неговата жена барабанчица (1980)

Като сценарист
- Гръцки огън (1995)
- Барабанчикът и неговата жена барабанчица (1980)

Като актьор
- Юдино желязо (1989) Ловецът
- Ян Бибиян (1985) Дявол лъжец